# Hajjam (otok)
Hajjam je pješčani otok u Iraku, u lučkom gradu Umm Qasr, na granici s Kuvajtom. To je riječni otok u estuariju Khawr Abd Allaha. Otok je dugačak oko 4,5 km, a u najširem dijelu širok oko 800 metara. Otok je nenaseljen i na njemu nema zgrada.
Plima i struja glavni su čimbenici nakupljanja sedimenata oko ovog otoka.